# 莫湖刺鰍
莫湖刺鰍為輻鰭魚綱合鰓目刺鰍亞目刺鰍科的其中一種，分布於非洲姆韋魯湖至剛果河上游流域，體長可達26.5公分，棲息在植被生長茂密的水域，屬肉食性，可做為食用魚。